# 이슬람 공화국
이슬람 공화국(Islamic republic)은 이슬람교 국가에서 사용되는 국호의 일종이다. 표면적인 의미 외에도 이슬람 공화국이라는 표현은 여러 의미로 사용되었는데, 이슬람교 지도자들 사이에서는 '샤리아법이나 그와 호환되는 법률을 시행하는 이슬람 신권정부'의 이론적 형태를 칭할 때 쓰는 표현이었다. 또 이슬람교 국가의 대표적인 유형인 순수한 이슬람 칼리파국 (이슬람 군주국)과, 세속적인 민족주의 공화국의 두 갈래 사이에서 타협하는 입장을 취하는 주권국을 가리키는 표현으로소 사용됐다. 이밖에도 일부 국가에서는 종교에 입각한 정치체제와는 전혀 관계없이, 문화적 정체성의 상징으로만 차용해 쓰는 국호이기도 하다.
이슬람교가 국교이고, (부분적으로) 이슬람법에 따라 통치되지만, 공식 국호에 '이슬람 공화국'이 아닌 '공화국'만 사용하는 국가도 존재하는데 이라크, 예멘, 몰디브가 대표적이다. 또 탈레반처럼 엄격한 샤리아법을 지지하는 세력에서는 '이슬람 토후국'이라는 국호를 선호하기도 하는데, 이는 이슬람권에서는 예로부터 토후국이라는 국호가 일반적이었고, '공화국'이란 국호가 서양에서 건너온 표현이기 때문이다. 공화국 (Republic)의 어원은 라틴어로 'Res publica', 즉 '최고권력은 국민과 국민이 선출한 대표자에게 돌아간다'는 의미를 함의할 뿐, 알라나 샤리아 율법에 순종한다는 의미는 들어가지 않아 정서간의 괴리감이 존재하기 때문이다.
오늘날 이슬람 공화국을 국호로 쓰고 있는 나라는 총 3개국으로, 이란, 파키스탄, 모리타니가 공식 국호로 사용하고 있다. 파키스탄은 1956년 헌법 제정으로 이슬람 공화국이란 국호를 처음 채택하였고, 모리타니는 1958년 11월 28일에 채택했다. 이란은 1979년 이란 혁명으로 팔라비 왕조를 전복시키고 신권 공화제를 채택하면서 이슬람 공화국이 되었다. 같은 국호를 가지고 있으면서도 세 국가의 체제는 크게 다르다. 이란과 모리타니는 신권 국가로서 종교지도자가 국가원수를 겸한다. 반면 파키스탄은 의회공화제에 기반한 연방제 국가인데다, 1956년 이슬람 공화국 선포 당시 아직 이슬람교를 국교로 삼지 않았고, 1973년 새 헌법 제정과 함께 비로소 이슬람교를 국교로 선포하였다.
이란은 공식적으로 국가를 지칭하는 정부조직명에 정식 국명을 사용한다 (예: 이란 이슬람 공화국군, 이란 이슬람 공화국 방송). 반면 파키스탄의 경우 정식국명은 사용하지 않아, 파키스탄 국군과 파키스탄 방송 공사라고만 부른다. 또한 다른 국가와 달리 이란은 공식 국명의 약칭으로 "IRI" (Islamic Republic of Iran)를 사용하고 있다.

## 오늘날의 사례

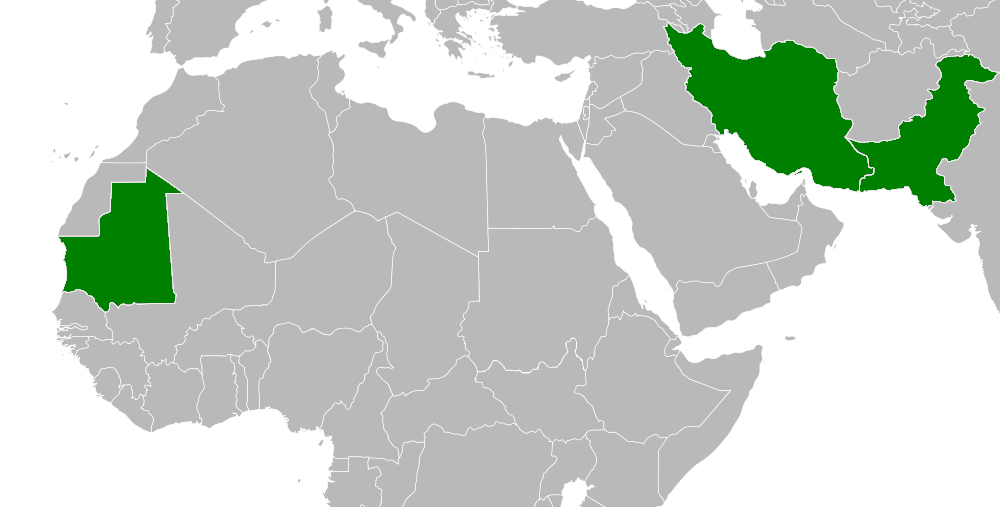
공식 국명에 이슬람 공화국을 칭하는 국가의 현황도

| 국가                   | 국명 채택일      | 정부 유형        |
| ---------------------- | ---------------- | ---------------- |
| 이란 이슬람 공화국     | 1979년 4월 1일   | 신권 공화국      |
| 모리타니 이슬람 공화국 | 1958년 11월 28일 | 준대통령 공화국  |
| 파키스탄 이슬람 공화국 | 1956년 3월 23일  | 연방 의회 공화국 |

### 이란
이란 이슬람 공화국이 수립된 것은 역사적 배경에 따른 것으로, 1979년 호메이니가 이끈 이란 혁명으로 팔라비 왕조가 축출되고 신정 공화국이 선언되면서부터였다. 국명 속의 이슬람이라는 표현은 단순히 문화적 정체성을 상징하는 것이 아니라, 이슬람법을 집행하는 율법학자의 통치에 따르는 고유의 정부체제를 나타낸 것이다. 이란의 체제는 혁명 지도자 호메이니의 저서 〈벨레야테 파키〉(이슬람 법학자의 후견권: 이슬람 정부)에 기반을 두고 있다.
〈벨레야테 파키〉는 호메이니가 집권 전에 집필한 저서로, 호메이니의 추종자들은 익히 알고 있으나 일반 대중에게는 잘 알려지지 않은 책이다. 해당 책에서 이슬람은 선거와 의회보다는 예로부터 전해져 내려오는 이슬람교리 (샤리아)가 필요하며, 그 샤리아의 적절한 집행을 위해서는 이슬람 법학자 (파키)를 필요로 하는데, 이는 곧 정치적 '후견권' (윌라얏)을 국민과 국가에 제공 (윌라얏 알파키)하기 위함이라고 밝히고 있다. 모든 이슬람교도들은 이 같은 체제로 단결해야 하는데, 그리한다면 비이슬람권은 분명 그 용기와 열의에 "굴복"할 것이며, 그리하지 않는다면 이슬람은 이단과 "구식과 쇠퇴"의 희생자로 몰락할 것이라고 보았다.
혁명으로 집권한 지 두 달이 지난 1979년 3월 신정부는 기존의 군주국에서 이슬람 공화국으로의 전환 여부를 국민투표에 부쳤다. 당시 이란 정계에서는 이슬람 공화국이라는 국명 외에 이란 혁명의 이념을 드러낼 수 있는 국명으로 '공화국'이나 '민주공화국'이 제시되기도 하였다. 이에 대해 호메이니는 이란 국민에게 "더도 말고 덜도 말고" 이슬람 공화국이라는 국명에 찬성해 달라고 호소하였다. 당시 한 기자가 호메이니에게 이슬람 공화국의 의미가 정확히 무엇인지를 묻자, 호메이니는 공화국이라는 말에는 다른 뜻과 똑같은 어감을 지니고 있으며, 이슬람 공화국은 이슬람교 이념과 국민의 선택을 모두 고려한 국명이라고 답했. 국민투표가 실시된 다음 날 발표된 집계 결과에서 전체 투표자 중 98.2%가 해당 국명에 찬성함에 따라, 이란의 정식 국명은 '이란 이슬람 공화국'이 되었다.

### 모리타니
모리타니 이슬람 공화국은 북아프리카 서부 마그레브 지역에 있는 나라로, 1960년 11월 28일 독립 선언과 함께 '모리타니 이슬람 공화국'이란 국명을 채택하였다. 모리타니의 사법체계는 "프랑스 민법과 샤리아법의 혼합"이며, 형법은 종교와 "미풍양속"에 반하는 범죄를 "엄벌"하도록 되어 있다. 또 "이단이나 배교는 사형"에 처할 수 있다.

### 파키스탄
파키스탄은 영국령 인도가 독립할 당시 무슬림들의 국가로 탄생한 만큼, 이슬람교가 국가의 존재 이유로 거듭나게 되었다. 1956년 세속 헌법에 따른 공화제 체제를 수정하면서 이슬람이라는 말을 국명에 덧붙인 최초의 국가가 되었다. 다만 이슬람 공화국이라는 국명에는 걸맞지 않게 국교는 따로 정하지 않다가, 1973년 민주주의 의식을 강화하고 세속성을 덜어낸 새 헌법 제정으로 비로소 이슬람교를 국교로 채택하였다.
파키스탄 헌법 제9조 227항에는 "기존의 모든 법은 쿠란과 순나에 명시된 이슬람 금지령에 따라야 하며, 이 조항에서 이슬람의 금지령이라 부르는 한, 그러한 금지령을 부인하는 법은 제정되지 아니한다"라고 명시하고 있다.
파키스탄은 여권, 비자, 동전에만 이슬람 공화국이라는 국명을 표기하고 있다. 이슬람 공화국은 1973년 헌법에 구체적으로 명시되나, 공문서에서는 파키스탄 정부라는 이름으로 표기된다.

## 옛 사례

### 이치케리야 체첸 공화국
러시아 연방으로부터 분리독립했던 이치케리야 체첸 공화국은 1996년부터 이슬람 공화국 정부체제를 채택하였으나, 2000년 러시아가 이치케리야 체첸 이슬람 공화국을 점령하고 체첸 공화국을 세우면서 역사 속으로 사라졌다.

### 코모로
코모로는 1978년부터 2001년까지 코모로 연방 이슬람 공화국이란 국호를 사용하였다.

### 동튀르키스탄
동튀르키스탄 튀르크 이슬람 공화국은 1933년 사비트 다물라 압둘바키와 무하마드 아민 부그라의 주도로 독립을 선언한 튀르크계 위구르족과 키르기즈족의 국가였다. 그러나 중국 내 무슬림인 후이족으로 구성된 국민혁명군 제36사단은 카슈가르 전투, 양기히사르 전투, 야르칸드 전투에서 동튀르키스탄군을 격파하고 공화국을 무너뜨렸다.
중화민국의 후이족 장군 마푸위안과 마잔창은 1934년 반란군을 무찌르고 이 지역을 중화민국  통치령으로 되돌릴 것을 선언했으며, 뒤이어 튀르크계 무슬림 에미르 압둘라 부그라와 누르 아흐마드 잔 부그라를 처형했다. 또다른 무슬림계 장군이었던 마종잉은 카슈가르의 이드 카 모스크에 들어가 투르크계 무슬림에게 민족주의 정부에 충성하라는 연설을 하기도 했다.

### 아프가니스탄
아프가니스탄은 1990년부터 1996년까지, 2001년부터 2021년까지 아프가니스탄 이슬람 공화국이라는 국호를 사용하였다. 1990년 모하마드 나지불라 정권 수립과 함께 공산정권이 무너지고 새 헌법을 채택하면서 이슬람 공화국을 천명한 것이다.
2004년 제정된 새 헌법은 아프가니스탄이 입헌군주제에 의거한 이슬람 군주국이었을 당시 만들어진 1964년 아프가니스탄 헌법과 매우 유사했다. 국가는 행정부, 입법부, 사법부의 3부로 구성되며, 국회는 입법부로서 인민회의와 원로회의라는 이름의 양원제 의회로 구성되었다. 공화국 앞에 이슬람이라는 말이 붙여진 것은 2003년 제헌회의 당시 친무자헤딘 대표들이 지지했기 때문으로, 실제 체제와는 관계없이 상징적인 국호로 여겨졌다.
1996년 아프가니스탄 이슬람 공화국은 칸다하르에 기반을 둔 무장단체 탈레반의 통치를 받게 되어, 체제를 이슬람 신정국가로 바꾸고 국명도 '아프가니스탄 이슬람 토후국'으로 바뀌었다. 2001년 탈레반 축출 이후 한동안 아프가니스탄 이슬람 공화국으로 존속해 오다가, 2021년 탈레반이 다시 한번 이슬람 공화국을 장악하고 정권을 무너뜨림과 동시에, 2021년 8월부터 최종 공세를 벌여 이슬람 토후국을 재건하였다. 아프가니스탄 이슬람 공화국은 탈레반 점령기에도 계속해서 유엔에 의한 아프가니스탄의 합법 정부로 인정되어 왔다.

### 감비아
2015년 12월 야히아 자메 대통령이 감비아를 이슬람 공화국으로 선언한 적이 있다. 자메 대통령은 이번 조치가 서아프리카 국가를 식민지 역사로부터 벗어나려는 취지이며, 이슬람 공화국이라더라도 복장 규정은 강요되지 않으며, 비무슬림 국민들도 자유롭게 활동할 수 있도록 할 것이라고 밝혔다. 그러나 자메 대통령은 나중에 모든 여성 공무원에게 머리 스카프를 착용하라는 명령을 내렸다가, 얼마 지나지 않아 명령을 철회하여 물의를 빚었다. 동시에 자메 대통령의 이슬람 공화국 선언은 야당 측으로부터 위헌이라는 비판을 받았다. 결국 2017년 자메 대통령의 퇴임 후 대통령직에 오른 아다마 베로는 이슬람 공화국 선언을 철회하였다.

## 같이 보기
- 나라별 샤리아의 채택 현황
- 기독교 공화국
- 이슬람 법학자의 후견인
- 할라카국
- 이슬람 국가
- 이슬람주의
- 이슬람 종교경찰
- 이슬람 정치

### 인용
1. ↑  “Republic | Definition of Republic by Oxford Dictionary on Lexico.com also meaning of Republic”. 《Lexico Dictionaries | English》 (영어). 2020년 6월 6일에 원본 문서에서 보존된 문서. 2021년 1월 14일에 확인함.
2. ↑  “Theocracy Countries 2022”. 《World Population Review》. 2022년 10월 31일에 원본 문서에서 보존된 문서. 2022년 11월 5일에 확인함.
3. ↑  Lawrence Ziring (1984). 《From Islamic Republic to Islamic State in Pakistan》. University of California Press.
4. ↑  "Iran Islamic Republic" 보관됨 16 3월 2006 - 웨이백 머신. Encyclopædia Britannica. Retrieved 28 December 2019.
5. ↑  Iranian Government Constitution, English Text 보관됨 2013-08-19 - 웨이백 머신| iranonline.com
6. ↑  Abrahamian, Iran between two revolutions, 1982: p.478-9
7. ↑  “Khomeini's REVERSALS of Promises”. 《gemsofislamism.tripod.com》. 2023년 2월 7일에 확인함.
8. ↑  Moin, Khomeini, 1999: p.218
9. ↑  참고로 호메이니 본인도 파키였으며, 초대 이란 최고지도자가 되었다.
10. ↑  Khomeini, Islamic Government, 1981: p.121-2
11. ↑  Khomeini, Islamic Government, 1981: p.52-3
12. 1 2  “The first election held after the revolution / day when the government took the poor”. Fars News Agency. 2014년 4월 1일. 2017년 7월 6일에 원본 문서에서 보존된 문서. 2016년 3월 1일에 확인함.
13. ↑  “Islamic Republic Day”. 《Islamic Revolution Document Center》. 2016년 6월 14일에 원본 문서에서 보존된 문서. 2016년 3월 1일에 확인함.
14. ↑  Adib-Moghaddam, Arshin (2014). 《A Critical Introduction to Khomeini》. Cambridge University Press. 231쪽. ISBN 9781107012677. 2023년 1월 19일에 원본 문서에서 보존된 문서. 2020년 11월 12일에 확인함.
15. ↑  “Iran Islamic Republic Day”. The free dictionary by Farlex. 2019년 3월 31일에 원본 문서에서 보존된 문서. 2016년 6월 17일에 확인함.
16. ↑  《Encyclopedia of the Peoples of Africa and the Middle East》. Facts On File, Inc. 2009. 448쪽. ISBN 978-1438126760. The Islamic Republic of Mauritania, situated in western North Africa [...].
17. ↑  Seddon, David (2004). 《A Political and Economic Dictionary of the Middle East》. We have, by contrast, chosen to include the predominantly Arabic-speaking countries of western North Africa (the Maghreb), including Mauritania (which is a member of the Arab Maghreb Union) [...].
18. ↑  Branine, Mohamed (2011). 《Managing Across Cultures: Concepts, Policies and Practices》. 437쪽. The Magrebian countries or the Arab countries of western North Africa (Algeria, Libya, Mauritania, Morocco and Tunisia) [...].
19. ↑  “History of Mauritania”. 《Britannica》. 2017년 9월 22일에 원본 문서에서 보존된 문서. 2022년 7월 23일에 확인함.
20. ↑  “ISLAMIC REPUBLIC OF MAURITANIA”. 《PPLAAF》. 2022년 7월 1일에 원본 문서에서 보존된 문서. 2022년 7월 23일에 확인함.
21. ↑  “Конституция Чеченской Республики » Zhaina — Нахская библиотека”. 《Zhaina.com》. 2016년 3월 10일에 원본 문서에서 보존된 문서. 2019년 3월 1일에 확인함.
22. ↑  Chahryar Adle; Madhavan K. Palat; Anara Tabyshalieva (2005). 《History of Civilizations of Central Asia: Towards the Contemporary Period: From the Mid-Nineteenth to the End of the Twentieth Century》. UNESCO. 395쪽. ISBN 92-3-103985-7. 2010년 10월 28일에 확인함.
23. ↑  “Opinion: Clear Sailing for Afghanistan?”. 《DW》. 2004년 1월 5일. 2020년 8월 9일에 원본 문서에서 보존된 문서. 2020년 5월 20일에 확인함.
24. ↑  “Gambia declared Islamic republic by President Yahya Jammeh”. BBC. 2015년 12월 12일. 2020년 11월 8일에 원본 문서에서 보존된 문서. 2019년 12월 28일에 확인함.
25. ↑  “Female government workers in the Gambia told to wear headscarves”. 《The Guardian》. 2016년 1월 5일. 2020년 11월 8일에 원본 문서에서 보존된 문서. 2019년 12월 28일에 확인함.
26. ↑  “Gambia's president declares Islamic statehood”. 《www.aljazeera.com》 (영어). 2023년 2월 7일에 확인함.
27. ↑  “The Gambia: President Adama Barrow pledges reforms”. Al Jazeera. 2017년 1월 27일. 2020년 2월 19일에 원본 문서에서 보존된 문서. 2019년 12월 28일에 확인함.